# Jump Up!
Jump Up! er det sekstende studiealbum af den britiske sanger Elton John, udgivet i 1982 om Rocket Records, undtagen USA og Canada, hvor det blev udgivet på Geffen Records. Det indeholder sanger som "Blue Eyes" og "Empty Garden (Hey Hey Johnny)", en hyldest til John Lennon. Det blev indspillet i Montserrat og Nice, Frankrig.

## Sporliste
Alle sange af Elton John på musik og Bernie Taupin på teksterne, medmindre andet er angivet.
| #   | Titel                                | Sangskriver(e)           | Længde |
| --- | ------------------------------------ | ------------------------ | ------ |
| 1.  | "Dear John"                          | Elton John, Gary Osborne | 3:28   |
| 2.  | "Spiteful Child"                     |                          | 4:11   |
| 3.  | "Ball and Chain"                     | John, Osborne            | 3:26   |
| 4.  | "Legal Boys"                         | John, Tim Rice           | 3:07   |
| 5.  | "I Am Your Robot"                    |                          | 4:42   |
| 6.  | "Blue Eyes"                          | John, Osborne            | 3:24   |
| 7.  | "Empty Garden (Hey Hey Johnny)"      |                          | 5:05   |
| 8.  | "Princess"                           | John, Osborne            | 4:55   |
| 9.  | "Where Have All the Good Times Gone" |                          | 3:58   |
| 10. | "All Quiet on the Western Front"     |                          | 6:00   |

## Musikere
- Elton John – keyboard, vokal
- Pete Townshend – guitar på "Ball and Chain"
- James Newton Howard – synthesizer
- Dee Murray – basguitar
- Ritchie Zito – guitar
- Jeffrey Porcaro – trommer

## Hitlister
| Hitliste (1982)                  | Placering |
| -------------------------------- | --------- |
| Australien (Kent Music Report)   | 3         |
| Canada (RPM Albums Chart)        | 19        |
| Nedrlandene (MegaCharts)         | 26        |
| Frankrig (SNEP)                  | 12        |
| New Zealand (RIANZ)              | 1         |
| Norge (VG-lista)                 | 3         |
| Sverige (Sverigetopplistan)      | 15        |
| Storbritannien (UK Albums Chart) | 13        |
| Tyskland (Media Control Charts)  | 47        |
| USA (Billboard 200)              | 17        |